# Ashøj
Ashøj är en kulle i Danmark.   Den ligger i Thisteds kommun i Region Nordjylland, i den nordvästra delen av landet, 280 km väster om Köpenhamn. Toppen på Ashøj är 92 meter över havet. Ashøj ligger på ön Vendsyssel-Thy Närmaste större samhälle är Hurup, 2 km öster om Ashøj. Trakten runt Ashøj består till största delen av jordbruksmark.